# Rúbies
Rúbies és un llogaret, actualment despoblat, del municipi de Camarasa (Noguera). El seu terme forma un enclavament al nord de Camarasa envoltat pels municipis de Vilanova de Meià, Àger, i Llimiana.
L'antic terme s'estén des de la Noguera Pallaresa, a la sortida del pas de Terradets, al límit amb el Pallars Jussà, fins a la Portella Blanca, al Montsec de Rúbies.

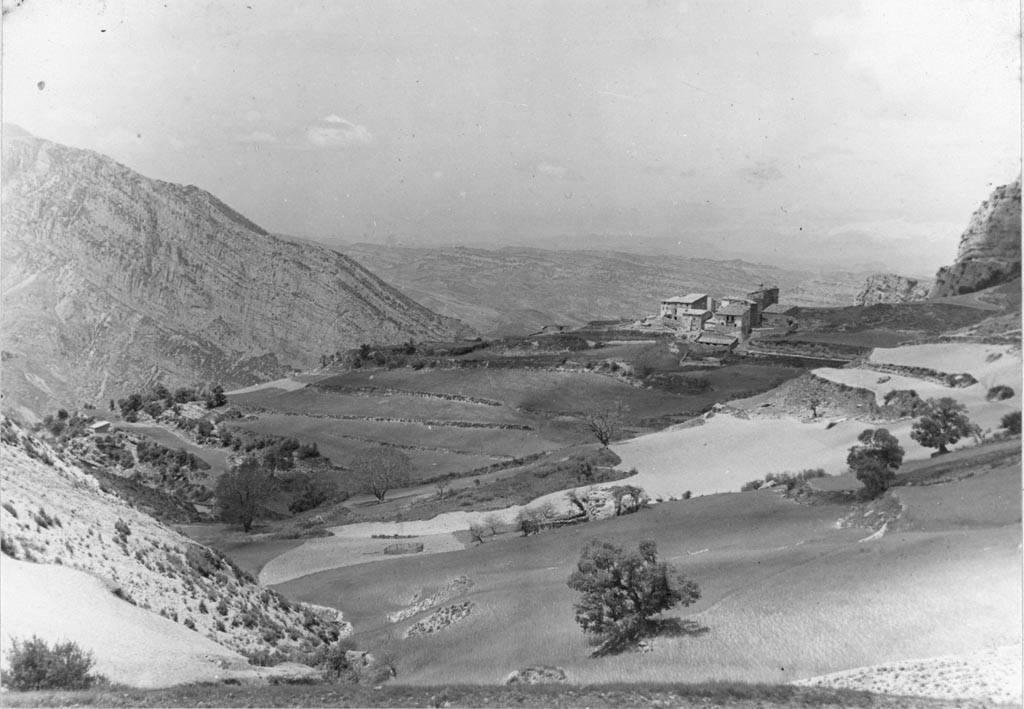
Rúbies a finals del segle XIX

Va pertànyer al desaparegut municipi de Fontllonga. El poble es va abandonar definitivament pels anys 70 del segle xx.
La seva església romànica de Santa Maria depenia de Santa Magdalena de Peralba.